# Nymphaea capensis
Nymphaea capensis là một loài thực vật có hoa trong họ Nymphaeaceae. Loài này được Thunb. miêu tả khoa học đầu tiên năm 1800.